# فرانتس نگله
فرانتس کارل نگله (آلمانی: Franz Karl Naegele؛ ‏ ۷ دسامبر ۱۷۷۸ – ۲۱ ژانویهٔ ۱۸۵۱) پزشک متخصص زنان، زایمان و استاد دانشگاه اهل پادشاهی پروس بود. وی دکترای پزشکی خود را از دانشگاه بامبرگ گرفت و بلافاصله طبابت را در شهر بارمن آغاز نمود. وی در سال ۱۸۰۷ دانشیار دانشگاه هایدلبرگ و از سال ۱۸۱۰ استادتمام پزشکی زایمان در این مرکز آموزشی شد.
امروزه نام او به سبب ابداع قانون نگله در یادها مانده است که روشی برای برآورد تاریخ زایمان است. علاوه بر آن، انحراف محوری نگله نیز به افتخار او نام‌گذاری شده است. گونه ای از لگن استخوانی جمع‌شدهٔ مورب که در آن رشد یکی از بال‌های خاجی متوقف شده است نیز به نام او «لگن نگله» نامیده می‌شود.